# Wagegger Weiher

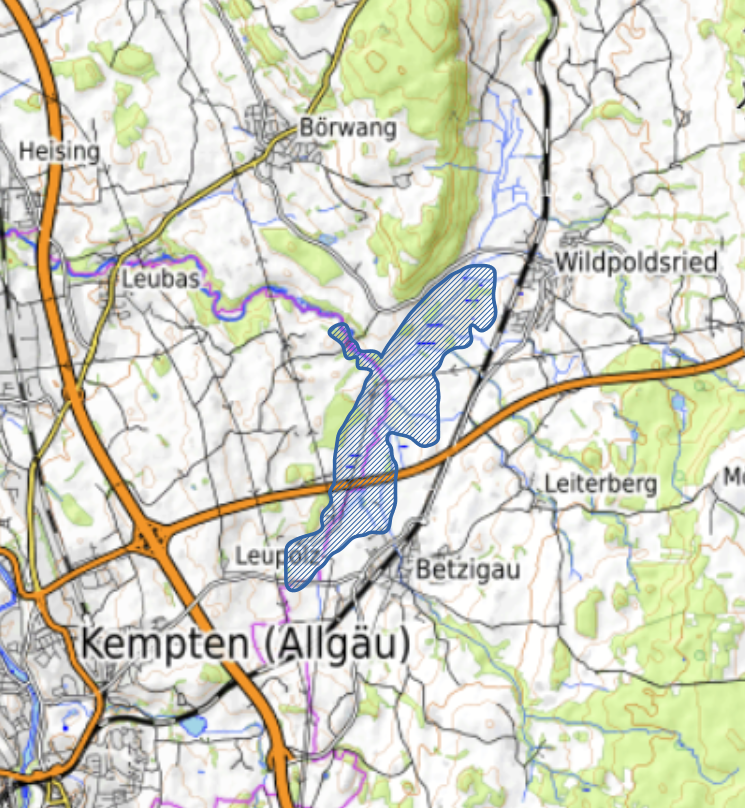
Der Wagegger Weiher mit seinen ehemaligen Umrissen in einer aktuellen Karte

Der Wagegger Weiher war ein Stausee des Baches Leubas im Allgäu. Der Stausee wurde im 17. Jahrhundert angelegt und bestand bis in das 19. Jahrhundert.

## Lage
Der ehemalige Stausee lag etwa fünf Kilometer nordöstlich von Kempten auf dem Gebiet der heutigen Gemeinden Wildpoldsried und Betzigau im Landkreis Oberallgäu sowie im Gebiet der kreisfreien Stadt Kempten. Die Fläche des Stausees betrug etwa drei Quadratkilometer. Im südlichen Teil des Sees befand sich eine Insel mit dem Namen Teufelsbichl.

## Geschichte
Wegen der kirchlichen Fastenvorschriften spielte die Fischerei im klösterlichen Leben eine große Rolle. Anfang des 16. Jahrhunderts begann daher der Ausbau des auf Weihern basierenden Fischereiwesens des Stiftes Kempten. Im Zuge dessen wurde unter Fürstabt Rupert von Bodman in den Jahren 1693 bis 1697, nach anderen Quellen etwa 1683, der Wagegger Weiher angelegt. Dazu wurden die betreffenden Moos- und Wiesengründe aufgekauft. In den Jahren 1714 bis 1715 erfolgte eine weitere Vergrößerung des Gewässers. Der Damm hatte eine Höhe von 10 Metern und eine Länge von 100 Metern. Am Rande des so entstandenen, vergleichsweise großen Sees errichteten die Fürstäbte bei der Burg Wagegg ein Schloss als Sommerresidenz. Der See wurde auch zur Jagd auf Wasservögel genutzt. Mit der Säkularisation am Anfang des 19. Jahrhunderts wurde der See aufgegeben, abgelassen und die wieder entstandenen Wiesenflächen wurden zur landwirtschaftlichen Nutzung verkauft.

## Heutige Nutzung
Das historische Bauwerk zur Aufstauung des Wagegger Weihers, der sogenannte Wuhrdamm, ist bis heute erhalten geblieben und wird zum Hochwasserschutz am Unterlauf der Leubas genutzt. Dabei ist die Durchflussmenge durch den Abfluss am Fuße des Damms begrenzt. Im Falle von starken Niederschlägen soll das Hochwasser sich auf den Flächen des ehemaligen Sees zurückstauen und anschließend zeitverzögert abfließen. Bei einem hundertjährlichen Hochwasser (HQ100) können so etwa 3,8 Mio. m³ Wasser zurückgehalten werden.
Der ehemalige Seeboden ist zu großen Teilen deckungsgleich mit dem 1987 ausgewiesenen Landschaftsschutzgebiet Betzigauer Moos.